# اتحادیه گدخالی
اتحادیه گدخالی (به لاتین: Gadkhali Union) یک منطقهٔ مسکونی در بنگلادش است که در Jhikargacha Upazila (Riaj Ahmed Shuvo) واقع شده‌است.
 اتحادیه گدخالی ۶۳٫۸۴ کیلومتر مربع مساحت و ۳۶٬۸۹۲ نفر جمعیت دارد.